# Afrodhit
Afrodhit (estilizado em letras maiúsculas) é o segundo álbum de estúdio da artista musical brasileira IZA. Seu lançamento ocorreu em 3 de agosto de 2023, através da gravadora Warner Music Brasil. A cantora revelou que em fevereiro de 2023 descartou um álbum que estava totalmente pronto, e fez um novo em cerca de 5 meses. O álbum traz diversas colaborações como Djonga, King, L7nnon, MC Carol, Russo Passapusso e Tiwa Savage. O álbum debutou no Top 3 da parada global do Spotify, no período de 4 a 6 de agosto de 2023. O álbum foi indicado ao Grammy Latino de 2024 na categoria Melhor Álbum Pop Contemporâneo em Língua Portuguesa.

## Antecedentes
Após o lançamento de Dona de Mim', Em 3 de junho de 2021, a cantora lançou a canção "Gueto", música que exalta a cultura da periferia, que seria o primeiro single do seu segundo álbum de estúdio, o videoclipe foi lançado no dia seguinte sendo inspirado nos anos 2000 e na Zona Norte, trazendo referências a Olaria, bairro o qual nasceu. Posteriormente ela chegou a lançar os singles "Sem Filtro" e "Fé" entre 2021 e 2022, que também fariam parte do álbum. Em março de 2022 ela também divulgou em uma live prévias de outras músicas do álbum, que também foi descartadas.
Em setembro de 2022, Iza lançou um EP de três músicas: "Mole", "Mó Paz" e "Droga" que também fariam parte do álbum. Chamado de Três, o projeto se tornou uma divulgação para a apresentação da cantora no palco principal do Rock in Rio 2022, o qual se tornou a primeira cantora negra brasileira a fazer um show no palco mundo.
Posteriormente ela revelou que descartou o álbum que estava finalizado:  "Aquelas músicas já não me representavam mais. Minha voz [agora] tá mais grave, porque minha voz é mais grave, essa sombra na voz é minha marca, minha impressão digital. O quanto isso é forte, né? O quanto eu não usava minha voz 100% porque, às vezes, quando eu tava em estúdio quem tava gravando em estúdio não curtia e me podava". Iza também revelou que parte do conceito visual do álbum veio durante sua viagem a Itália, em fevereiro. 
Após o álbum ser lançado, Iza revelou que uma música que já estava pronta foi deixada de fora do álbum.  A cantora contou que última música do álbum de estúdio seria “Cadê Você”, parceria com o grupo Kokoroko, conhecido por misturar jazz com afrobeat. Segundo IZA, um dos nove compositores da canção acabou não a liberando e, por isso, o lançamento não pôde acontecer. “Um dos nove compositores não liberou porque ele não faz mais parte da banda e está em outro momento de carreira. E eu preciso respeitar isso”, disse ela. No entanto, ela revela que espera que possa lançar a faixa em algum momento.

## Lançamento
O primeiro single do álbum "Fé nas Maluca", em colaboração com MC Carol, foi lançado em 27 de julho de 2023. Após sua participação no Fantástico em 30 de julho de 2023, Iza revelou a capa do álbum e a data de estreia: 3 de agosto de 2023. No dia seguinte, ela revelou o título de todas as faixas presentes no álbum.

## Recepção
| Críticas profissionais | Críticas profissionais |
| Avaliações da crítica  | Avaliações da crítica  |
| Fonte                  | Avaliação              |
| ---------------------- | ---------------------- |
| G1                     | 3.5 de 5 estrelas.     |
| OGrito                 | 4 de 5 estrelas.       |

Mauro Ferreira do G1, deu 3 estrelas e meia ao disco: "Dando a voz quente a um repertório nascido do exercício de composição com mulheres como Jenni Mosselo, King Saints e Lary, Iza abarca maior variedade de ritmos ao longo das faixas de Afrodhit e, ao mesmo tempo em que diversifica o som, tem a identidade diluída na diversidade da produção musical orquestrada por Douglas Moda a partir de fevereiro com a colaboração de nomes com Nave e Papatinho" e elegeu a faixa "Uma Vida é Pouco Pra te Amar" como a melhor do álbum: "A faixa final mostra que há um mundo musical a ser desbravado por Iza e que, com mais altos do que baixos, o álbum Afrodhit é somente o começo de nova fase e sinaliza que discos mais coesos virão na medida em que a cantora ajustar o foco e deixar a aflorar a personalidade artística sem a aparente preocupação de seguir os ritmos do momento".
Matheus Nascimento do OGrito, deu 4 estrelas ao álbum e pontuou "Em Afrodhit, Iza é completamente dona de si a partir da maturidade que apresenta, tanto em retratar nas melodias, fases difíceis de uma relação, quanto permitir-se a novas histórias. Essa trajetória que finda no recomeço se percebe a partir da ordem em que cada canção foi encaixada numa audição que permite o gingado, a dança, a reflexão e o escapismo através da paixão."
O disco foi eleito o melhor do ano de 2023 pelas revistas Veja, Rolling Stone Brasil e pelos sites "Papel Pop" e "Tracklist".

### Público
O álbum foi bem recebido pelo público em geral, chegando a ficar 6 dias em primeiro lugar como álbum mais escutado no Brasil na Apple Music.

### Prêmios e Indicações
| Ano  | Premiação                                  | Categoria                                           | Resultado |
| ---- | ------------------------------------------ | --------------------------------------------------- | --------- |
| 2023 | Prêmio Multishow de Música Brasileira 2023 | Álbum do Ano                                        | Indicado  |
| 2023 | Prêmio Multishow de Música Brasileira 2023 | Capa do Ano                                         | Venceu    |
| 2024 | Grammy Latino de 2024                      | Melhor Álbum Pop Contemporâneo em Língua Portuguesa | Indicado  |

## Divulgação

### Singles
Em 24 de julho, Iza pelas redes sociais divulgou "Fé nas Malucas", primeiro single do projeto em parceria com Mc Carol. A canção foi disponibilizada nas plataformas digitais em 27 de julho e o respectivo videoclipe foi lançado mais tarde no YouTube.
Em 12 de abril de 2024, Iza fez uma transmissão ao vivo em seu Instagram, confirmando que estava grávida de seu primeiro filho com o jogador de futebol, Yuri Lima. Na transmissão, a cantora cantou algumas músicas do álbum como "Nunca Mais", "Exclusiva" e também a faixa "Uma Vida É Pouco Pra Te Amar", que ela cantou em homenagem ao futuro filho. No mesmo dia, o clipe ao vivo da música foi disponibilizado no canal do Youtube oficial da cantora. Posteriormente os outros clipes ao vivo foram disponibilizados em seu canal.

### Turnê
Afrodhit Tour foi a segunda turnê da cantora brasileira IZA, referente a seu segundo álbum de estúdio. Iza afirmou que a turnê do seu segundo álbum de estúdio se iniciou com um show na primeira edição do festival The Town, no dia 10 de setembro. A turnê foi finalizada em 20 de setembro de 2024 no Rock in Rio X.
Para a estreia da turnê no festival, a cantora preparou uma cenografia composta por quatro escadas de aço, com medidas de 3,5m de comprimento por 2,60m de altura. Cada uma delas serve de apoio para a coreografia de um time de 20 dançarinos. “Toda a movimentação que faremos irá representar um show de aço, que será refletido na batida da música. As escadas vão encher os olhos do público e vamos demonstrar que o aço pode se transformar infinitamente e continuará sendo resistente”, explica IZA em nota à imprensa.

#### Datas
| Data                      | Cidade         | País   | Local                              |
| ------------------------- | -------------- | ------ | ---------------------------------- |
| América do Sul            |                |        |                                    |
| 10 de setembro de 2023[A] | São Paulo      | Brasil | Autódromo de Interlagos            |
| 6 de outubro de 2023      | Curitiba       | Brasil | Live Curitiba                      |
| 7 de outubro de 2023      | Porto Alegre   | Brasil | Araújo Vianna                      |
| 4 de novembro de 2023[B]  | Petrópolis     | Brasil | Parque das Exposições Petrópolis   |
| 11 de novembro de 2023[B] | Petrópolis     | Brasil | Parque das Exposições Petrópolis   |
| 5 de novembro de 2023[C]  | São Paulo      | Brasil | Allianz Parque                     |
| 18 de novembro de 2023[D] | Rio de Janeiro | Brasil | BR Marinas - Marina da Glória      |
| 19 de novembro de 2023[E] | Salvador       | Brasil | Parque de Exposições               |
| 25 de novembro de 2023[F] | Recife         | Brasil | Centro de Convenções de Pernambuco |
| 27 de janeiro de 2024[G]  | Salvador       | Brasil | Parque de Exposições               |
| 27 de abril de 2024       | Brasília       | Brasil | [ 33 ]                             |
| 24 de maio de 2024        | Maricá         | Brasil | Arena da Barra de Maricá           |
| 6 de julho de 2024[H]     | Fortaleza      | Brasil | Aterrinho da Praia de Iracema      |
| 20 de setembro de 2024[I] | Rio de Janeiro | Brasil | Parque Olímpico                    |

A O show fez parte do The Town Festival
B O show faz parte do Festival Rock The Mountain.
C O show faz parte do GP Week SP
D O show faz parte do MECA Festival
E O show faz parte do AFROPUNK
F O show faz parte do Festival La Folie
G O show faz parte do Festival de Verão Salvador
H O show faz parte do Festival Férias na PI
I O show faz parte do Rock in Rio

## Lista de faixas
| AFRODHIT – Edição padrão |                                                     | |                                 |         |  |
| N.º                      | Título                                              | Compositor(es)                                                                                                 | Produtor(es)                    | Duração |  |
| 1.                       | "Nunca Mais"                                        | Iza Douglas Moda Carolzinha Jenni Mosello Paiva King                                                           | Moda We4 Music Paiva            | 4:05    |  |
| 2.                       | "Fé nas Maluca" (participação de MC Carol)          | Iza André Nine Carolzinha Moda Mosello King Carolina Lourenço Nox                                              | Nine Moda Nox                   | 2:23    |  |
| 3.                       | "Que Se Vá"                                         | Iza Moda Carolzinha Mosello Paiva Lucas Vaz                                                                    | Moda Vaz We4 Music              | 2:24    |  |
| 4.                       | "Tédio"                                             | Iza Moda Carolzinha Mosello King Lary Nox Nine                                                                 | Nine Nox                        | 2:51    |  |
| 5.                       | "Mega da Virada" (participação de Russo Passapusso) | Iza Moda André Vieira Breder Wallace Viana Ruxell Pablo Bispo Gondim Multi Klismman Romeu R3 Passapusso Tállia | Moda We4 Music Bispo Ruxell     | 3:44    |  |
| 6.                       | "Batucada"                                          | Iza Moda Carolzinha Mosello King Lary Vaz                                                                      | Moda Vaz We4 Music              | 2:48    |  |
| 7.                       | "Boombasstic" (participação de King)                | Iza Moda Carolzinha Mosello King Lary King Floyd Robert Livington Pepe Orville Burrell                         | Moda We4 Music Pep Starling     | 3:27    |  |
| 8.                       | "Terê"                                              | Iza Moda Mosello King Lary Papatinho                                                                           | Papatinho                       | 2:31    |  |
| 9.                       | "Fiu Fiu" (participação de L7nnon)                  | Iza Moda Mosello King Lary Papatinho                                                                           | Papatinho                       | 3:24    |  |
| 10.                      | "Sintoniza" (participação de Djonga)                | Iza Moda Mosello Hodari King Luccas Carlos Nave Red Djonga Cyclope                                             | Moda We4 Music Cyclope Nave Red | 2:58    |  |
| 11.                      | "Bomzão" (participação de Tiwa Savage)              | Iza Moda Mosello Jweezy Kassim Adeoye Kassim Temilade King Lary Mystro Savage                                  | Moda We4 Music Mystro           | 3:09    |  |
| 12.                      | "Exclusiva"                                         | Iza Moda Carolzinha Mosello King Vitão                                                                         | Moda We4 Music                  | 3:13    |  |
| 13.                      | "Uma Vida É Pouco Pra Te Amar"                      | João Moreira Pedro Baby Pretinho da Serrinha Rachell Luz                                                       | Nave Fejuca                     | 3:32    |  |
| Duração total:           | Duração total:                                      | Duração total:                                                                                                 | Duração total:                  | 40:33   |  |

- "Boombasstic" contém sample de 'Boombastic" (2005), do cantor jamaicano, Shaggy.

## Histórico de lançamento
| Região | Data                | Formato                    | Gravadora           |
| ------ | ------------------- | -------------------------- | ------------------- |
| Mundo  | 3 de agosto de 2023 | Download digital streaming | Warner Music Brasil |